# الإدارة الدينية لمسلمي داغستان
الإدارة الدينية لمسلمي داغستان (بالروسية: Духовное управление мусульман Дагестана) أو دار الإفتاء الداغستانية (بالروسية: Муфтият Дагестана) - منظمة دينية إقليمية مستقلة القائمة بشؤون المسلمين في جمهورية داغستان بروسيا الاتحادية.

## تاريخ الإدارة وتأسيسها
أنشأت الإدارة في يناير 1990 م أثناء انعقاد المؤتر الاستثنائي لمسلمي شمال القوقاز في عاصمة داغستان - محج قلعة. 

## تأثير
تدير الإدارة الدينية لمسلمي داغستان كل المنشآت الإسلامية وأئمة المساجد والدعاة الصوفية في داغستان، وكذلك تدير المركز الثقافي والتربوي الداغستاني في سانت بطرسبورغ. أما بالنسبة للسلفية فهناك رابطة علماء أهل السنة القائمة على المساجد والمراكز والمدارس الإسلامية السلفية.

## رؤساء
رئيس الإدارة الأول (1990-1992) - المفتي بهاء الدين عيسايف
الرئيس الثاني (1992-1995) - المفتي سيد أحمد دربيش حجييف
الرئيس الثالث (1995-1996) - المفتي علي حجي علييف
الرئيس الرابع (1996-1998) - المفتي سيد محمد أبوبكروف
الرئيس الخامس (1998-حتى الآن) - أحمد حاج أفندي عبد اللايف

## المؤسسات التعليمية
```
تقوم دار الإفتاء الداغستاني على عدة المؤسسات التعليمية، منها:
```

- جامعة داغستان الإسلامية باسم الإمام الشافعي في العاصمة محج قلعة - افتتح في 1 أيلول 1990م وهي أولى جامعة إسلامية في روسيا.
- جامعة داغستان الإسلامية باسم سيف الله قاضي في مدينة بويناكسك - افتتح في 1993م
- جامعة شمال القوقاز الإسلامية في العاصمة محج قلعة
- جامعة باب الأبواب الإسلامية في دربند - افتتح في 2003
- الجامعة الإسلامية باسم سعيد بك دئيتوف في خاسافيورت
- المعهد الشرعي باسم محمد خرخليلوف في محج قلعة
- المعهد الشرعي باسم سيد محمد أبوبكروف في خاسافيورت
- المعهد الشرعي باسم الإمام شامل في خاسافيورت
- المعهد الشرعي باسم الإمام شامل في كيزيليورت
- المؤسسة النسائية الإقيمية «مسلمات» في محج قلعة

## المنشورات
تدير دار الإفتاء على شركة ميديا القابضة التي تشمل جميع أنواع الأنشطة الصحفية: التلفزيون، وسائل الإعلام المطبوعة والإذاعة.
وحَّدت دار الإفتاء العديد من وسائل الإعلام الفيدرالية والإقليمية بما في ذلك صحيفة «السلام»، مجلة «الإسلام»، موقعي islam.ru وislamdag.ru وكذلك قناة NNT التليفزيونية.